# Liste der Ariane-4-Raketenstarts

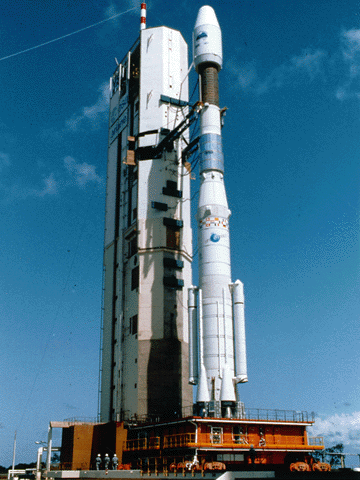
Ariane 42P mit dem TOPEX/Poseidon-Satelliten (Kourou, 10. August 1992) (NASA)

Diese Liste enthält alle Starts der Ariane-4-Rakete. Der erste Start einer Ariane 4 fand am 15. Juni 1988 statt. Es wurden insgesamt 116 Starts durchgeführt, von denen nur drei fehlschlugen. Dies entspricht einer Zuverlässigkeit von 97,4 %. Alle Ariane-4-Raketen hoben vom Startplatz ELA-2 des europäischen Weltraumbahnhofs Kourou in Französisch-Guayana ab. Der letzte Start erfolgte am 15. Februar 2003. Der Nachfolger der Ariane 4 ist die Ariane 5.

## Statistik
| Version          | Ariane 40     | Ariane 42P    | Ariane 44P    | Ariane 42L    | Ariane 44LP   | Ariane 44L    |
| ---------------- | ------------- | ------------- | ------------- | ------------- | ------------- | ------------- |
| Anzahl der Flüge | 7             | 15            | 15            | 13            | 26            | 40            |
| Fehlstarts       | 0             | 1             | 0             | 0             | 1             | 1             |
| Erstflug         | 22. Jan. 1990 | 20. Nov. 1990 | 4. Apr. 1991  | 12. Mai 1993  | 15. Juni 1988 | 5. Juni 1989  |
| Letzter Flug     | 3. Dez. 1999  | 4. Mai 2002   | 25. Sep. 2001 | 23. Jan. 2002 | 27. Nov. 2001 | 15. Feb. 2003 |

## Startliste
| Datum | Typ | Start-Nr. | Nutzlast | Anmerkungen                                                                                                   |
| 1988 – 1989 – 1990 – 1991 – 1992 – 1993 – 1994 – 1995 – 1996 – 1997 – 1998 – 1999 – 2000 – 2001 – 2002 – 2003 | 1988 – 1989 – 1990 – 1991 – 1992 – 1993 – 1994 – 1995 – 1996 – 1997 – 1998 – 1999 – 2000 – 2001 – 2002 – 2003 | 1988 – 1989 – 1990 – 1991 – 1992 – 1993 – 1994 – 1995 – 1996 – 1997 – 1998 – 1999 – 2000 – 2001 – 2002 – 2003 | 1988 – 1989 – 1990 – 1991 – 1992 – 1993 – 1994 – 1995 – 1996 – 1997 – 1998 – 1999 – 2000 – 2001 – 2002 – 2003 | 1988 – 1989 – 1990 – 1991 – 1992 – 1993 – 1994 – 1995 – 1996 – 1997 – 1998 – 1999 – 2000 – 2001 – 2002 – 2003 |
| 1988 | 1988 | 1988 | 1988 | 1988 |
| --- | --- | --- | --- | --- |
| 15. Juni 1988                                                                                                 | Ariane-44LP H10                                                                                               | V22 | Meteosat 3 / PAS 1 / OSCAR 13                                                                                 | Erfolg |
| 11. Dez. 1988                                                                                                 | Ariane-44LP H10                                                                                               | V27 | Skynet 4B / Astra 1A                                                                                          | Erfolg |
| 1989 | | | | |
| 6. März 1989                                                                                                  | Ariane-44LP H10                                                                                               | V29 | JCSat 1 / Meteosat 4                                                                                          | Erfolg |
| 5. Juni 1989                                                                                                  | Ariane-44L H10                                                                                                | V31 | Superbird A / DFS-Kopernikus 1                                                                                | Erfolg |
| 8. Aug. 1989                                                                                                  | Ariane-44LP H10                                                                                               | V33 | TV-Sat 2 / Hipparcos                                                                                          | Erfolg |
| 27. Okt. 1989                                                                                                 | Ariane-44L H10                                                                                                | V34 | Intelsat-6 2                                                                                                  | Erfolg |
| 1990 | | | | |
| 22. Jan. 1990                                                                                                 | Ariane-40 H10                                                                                                 | V35 | Spot 2 / UoSAT 3 / UoSAT 4 / OSCAR 16 / DOVE-OSCAR 17 / LUSAT-OSCAR 19 / WEBERSAT-OSCAR 18                    | Erfolg |
| 22. Feb. 1990                                                                                                 | Ariane-44L H10                                                                                                | V36 | Superbird B / BS-2X                                                                                           | Fehlschlag |
| 24. Juli 1990                                                                                                 | Ariane-44L H10                                                                                                | V37 | TDF 2 / DFS-Kopernikus 2                                                                                      | Erfolg |
| 30. Aug. 1990                                                                                                 | Ariane-44LP H10                                                                                               | V38 | Skynet 4C / Eutelsat-2 F1                                                                                     | Erfolg |
| 12. Okt. 1990                                                                                                 | Ariane-44L H10                                                                                                | V39 | SBS 6 / Galaxy 6                                                                                              | Erfolg |
| 20. Nov. 1990                                                                                                 | Ariane-42P H10                                                                                                | V40 | Satcom C1 / GStar 4                                                                                           | Erfolg |
| 1991 | | | | |
| 15. Jan. 1991                                                                                                 | Ariane-44L H10                                                                                                | V41 | Italsat 1 / Eutelsat 2F2                                                                                      | Erfolg |
| 2. März 1991                                                                                                  | Ariane-44LP H10                                                                                               | V42 | Astra 1B / Meteosat 5                                                                                         | Erfolg |
| 4. Apr. 1991                                                                                                  | Ariane-44P H10                                                                                                | V43 | Anik E2 | Erfolg |
| 17. Juli 1991                                                                                                 | Ariane-40 H10                                                                                                 | V44 | ERS 1 / Orbcomm X / SARA / TUBSAT-A / UoSAT 5                                                                 | Erfolg |
| 14. Aug. 1991                                                                                                 | Ariane-44L H10                                                                                                | V45 | Intelsat-6 5                                                                                                  | Erfolg |
| 26. Sep. 1991                                                                                                 | Ariane-44P H10                                                                                                | V46 | Anik E1 | Erfolg |
| 29. Okt. 1991                                                                                                 | Ariane-44L H10                                                                                                | V47 | Intelsat-6 1                                                                                                  | Erfolg |
| 16. Dez. 1991                                                                                                 | Ariane-44L H10                                                                                                | V48 | Telecom 2A / Inmarsat-2 F3                                                                                    | Erfolg |
| 1992 | | | | |
| 26. Feb. 1992                                                                                                 | Ariane-44L H10                                                                                                | V49 | Superbird B1 / Arabsat 1C                                                                                     | Erfolg |
| 15. Apr. 1992                                                                                                 | Ariane-44L H10+                                                                                               | V50 | Thaicom 2B / Inmarsat-2 F4                                                                                    | Erfolg |
| 9. Juli 1992                                                                                                  | Ariane-44L H10                                                                                                | V51 | Insat 2A / Eutelsat-2 F4                                                                                      | Erfolg |
| 10. Aug. 1992                                                                                                 | Ariane-42P H10                                                                                                | V52 | TOPEX/Poseidon / KITSAT 1 / S80/T                                                                             | Erfolg |
| 10. Sep. 1992                                                                                                 | Ariane-44LP H10+                                                                                              | V53 | Hispasat 1A / Satcom C3                                                                                       | Erfolg |
| 28. Okt. 1992                                                                                                 | Ariane-42P H10+                                                                                               | V54 | Galaxy 7 | Erfolg |
| 1. Dez. 1992                                                                                                  | Ariane-42P H10+                                                                                               | V55 | Superbird A1                                                                                                  | Erfolg |
| 1993 | | | | |
| 12. Mai 1993                                                                                                  | Ariane-42L H10                                                                                                | V56 | Astra 1C / OSCAR 24                                                                                           | Erfolg |
| 25. Juni 1993                                                                                                 | Ariane-42P H10+                                                                                               | V57 | Galaxy 4 | Erfolg |
| 22. Juli 1993                                                                                                 | Ariane-44L H10+                                                                                               | V58 | Hispasat 1B / Insat 2B                                                                                        | Erfolg |
| 26. Sep. 1993                                                                                                 | Ariane-40 H10                                                                                                 | V59 | Spot 3 / Stella / Healthsat 2 / KITSAT 2 / Eyesat / ITAMSAT / PoSAT-1 (OSCAR 25 – 28)                         | Erfolg |
| 22. Okt. 1993                                                                                                 | Ariane-44LP H10                                                                                               | V60 | Intelsat 701                                                                                                  | Erfolg |
| 20. Nov. 1993                                                                                                 | Ariane-44LP H10+                                                                                              | V61 | Solidaridad 2 / Meteosat 6                                                                                    | Erfolg |
| 18. Dez. 1993                                                                                                 | Ariane-44L H10+                                                                                               | V62 | DirecTV 1 / Thaicom 1                                                                                         | Erfolg |
| 1994 | | | | |
| 24. Jan. 1994                                                                                                 | Ariane-44LP H10+                                                                                              | V63 | Eutelsat-2 F5 / TurkSat 1A                                                                                    | Fehlschlag |
| 17. Juni 1994                                                                                                 | Ariane-44LP H10+                                                                                              | V64 | Intelsat 702 / STRV 1A / STRV 1B                                                                              | Erfolg |
| 8. Juli 1994                                                                                                  | Ariane-44L H10+                                                                                               | V65 | PAS 2 / BS-3N                                                                                                 | Erfolg |
| 10. Aug. 1994                                                                                                 | Ariane-44LP H10+                                                                                              | V66 | Brasilsat B1 / Turksat 1B                                                                                     | Erfolg |
| 9. Sep. 1994                                                                                                  | Ariane-42L H10+                                                                                               | V67 | Telstar 402                                                                                                   | Erfolg |
| 8. Okt. 1994                                                                                                  | Ariane-44L H10+                                                                                               | V68 | Solidaridad 2 / Thaicom 2                                                                                     | Erfolg |
| 1. Nov. 1994                                                                                                  | Ariane-42P H10+                                                                                               | V69 | Astra 1D | Erfolg |
| 1. Dez. 1994                                                                                                  | Ariane-42P H10-3                                                                                              | V70 | PAS 3 | Fehlschlag |
| 1995 | | | | |
| 29. März 1995                                                                                                 | Ariane-44LP H10+                                                                                              | V71 | Brasilsat B2 / Hot Bird 1                                                                                     | Erfolg |
| 21. Apr. 1995                                                                                                 | Ariane-40 H10+                                                                                                | V72 | ERS 2 | Erfolg |
| 17. Mai 1995                                                                                                  | Ariane-44LP H10-3                                                                                             | V73 | Intelsat 706                                                                                                  | Erfolg |
| 10. Juni 1995                                                                                                 | Ariane-42P H10-3                                                                                              | V74 | DirecTV 3 | Erfolg |
| 7. Juli 1995                                                                                                  | Ariane-40 H10-3                                                                                               | V75 | Helios 1A / Cerise / UPM-LBSat                                                                                | Erfolg |
| 3. Aug. 1995                                                                                                  | Ariane-42L H10-3                                                                                              | V76 | PAS 4 | Erfolg |
| 29. Aug. 1995                                                                                                 | Ariane-44P H10-3                                                                                              | V77 | N-STAR-A | Erfolg |
| 24. Sep. 1995                                                                                                 | Ariane-42L H10-3                                                                                              | V78 | Telstar 402R                                                                                                  | Erfolg |
| 19. Okt. 1995                                                                                                 | Ariane-42L H10-3                                                                                              | V79 | Astra 1E | Erfolg |
| 17. Nov. 1995                                                                                                 | Ariane-44P H10-3                                                                                              | V80 | ISO | Erfolg |
| 6. Dez. 1995                                                                                                  | Ariane-44L H10-3                                                                                              | V81 | Thaicom 2C / Insat 2C                                                                                         | Erfolg |
| 1996 | | | | |
| 13. Jan. 1996                                                                                                 | Ariane-44L H10-3                                                                                              | V82 | PAS 3R / MEASAT 1                                                                                             | Erfolg |
| 5. Feb. 1996                                                                                                  | Ariane-44P H10-3                                                                                              | V83 | N-Star-B | Erfolg |
| 14. März 1996                                                                                                 | Ariane-44LP H10-3                                                                                             | V84 | Intelsat 707                                                                                                  | Erfolg |
| 20. Apr. 1996                                                                                                 | Ariane-42P H10-3                                                                                              | V85 | M-SAT 1 (AMSC 2)                                                                                              | Erfolg |
| 16. Mai 1996                                                                                                  | Ariane-44L H10-3                                                                                              | V86 | Palapa C2 / AMOS-1                                                                                            | Erfolg |
| 15. Juni 1996                                                                                                 | Ariane-44P H10-3                                                                                              | V87 | Intelsat 709                                                                                                  | Erfolg |
| 9. Juli 1996                                                                                                  | Ariane-44L H10-3                                                                                              | V89 | Arabsat 2A / Turksat 1C                                                                                       | Erfolg |
| 8. Aug. 1996                                                                                                  | Ariane-44L H10-3                                                                                              | V90 | Thaicom 2D / Italsat 2                                                                                        | Erfolg |
| 10. Sep. 1996                                                                                                 | Ariane-42P H10-3                                                                                              | V91 | Echostar 2 | Erfolg |
| 13. Nov. 1996                                                                                                 | Ariane-44L H10-3                                                                                              | V92 | Arabsat 2B / MEASAT 2                                                                                         | Erfolg |
| 1997 | | | | |
| 30. Jan. 1997                                                                                                 | Ariane-44L H10-3                                                                                              | V93 | GE 2 / Nahuel 1A                                                                                              | Erfolg |
| 1. März 1997                                                                                                  | Ariane-44P H10-3                                                                                              | V94 | Intelsat 801                                                                                                  | Erfolg |
| 17. Apr. 1997                                                                                                 | Ariane-44LP H10-3                                                                                             | V95 | Thaicom 3 / BSat 1a                                                                                           | Erfolg |
| 4. Juni 1997                                                                                                  | Ariane-44L H10-3                                                                                              | V97 | Inmarsat-3 F4 / Insat 2D                                                                                      | Erfolg |
| 26. Juni 1997                                                                                                 | Ariane-44P H10-3                                                                                              | V96 | Intelsat 802                                                                                                  | Erfolg |
| 8. Aug. 1997                                                                                                  | Ariane-44P H10-3                                                                                              | V98 | PAS 6 | Erfolg |
| 2. Sep. 1997                                                                                                  | Ariane-44LP H10-3                                                                                             | V99 | Hot Bird 3 / Meteosat 7                                                                                       | Erfolg |
| 23. Sep. 1997                                                                                                 | Ariane-42L H10-3                                                                                              | V100 | Intelsat 803                                                                                                  | Erfolg |
| 12. Nov. 1997                                                                                                 | Ariane-44L H10-3                                                                                              | V102 | Sirius 2 / IndoStar-1                                                                                         | Erfolg |
| 2. Dez. 1997                                                                                                  | Ariane-44P H10-3                                                                                              | V103 | JCSat 5 / Equator-S                                                                                           | Erfolg |
| 22. Dez. 1997                                                                                                 | Ariane-42L H10-3                                                                                              | V104 | Intelsat 804                                                                                                  | Erfolg |
| 1998 | | | | |
| 4. Feb. 1998                                                                                                  | Ariane-44LP H10-3                                                                                             | V105 | Inmarsat-3 F5 / Brasilsat B3                                                                                  | Erfolg |
| 27. Feb. 1998                                                                                                 | Ariane-42P H10-3                                                                                              | V106 | Hot Bird 4 | Erfolg |
| 24. März 1998                                                                                                 | Ariane-40 H10-3                                                                                               | V107 | Spot 4 | Erfolg |
| 28. Apr. 1998                                                                                                 | Ariane-44P H10-3                                                                                              | V108 | Nilesat 101 / BSat 1b                                                                                         | Erfolg |
| 25. Aug. 1998                                                                                                 | Ariane-44P H10-3                                                                                              | V109 | ST 1 | Erfolg |
| 16. Sep. 1998                                                                                                 | Ariane-44LP H10-3                                                                                             | V110 | PAS 7 | Erfolg |
| 5. Okt. 1998                                                                                                  | Ariane-44L H10-3                                                                                              | V111 | Eutelsat W2 / Sirius 3                                                                                        | Erfolg |
| 28. Okt. 1998                                                                                                 | Ariane-44L H10-3                                                                                              | V113 | Afristar / GE 5                                                                                               | Erfolg |
| 6. Dez. 1998                                                                                                  | Ariane-42L H10-3                                                                                              | V114 | Satmex 5 | Erfolg |
| 21. Dez. 1998                                                                                                 | Ariane-42L H10-3                                                                                              | V115 | PAS 6B | Erfolg |
| 1999 | | | | |
| 26. Feb. 1999                                                                                                 | Ariane-44L H10-3                                                                                              | V116 | BADR-3 / Skynet 4E                                                                                            | Erfolg |
| 3. Apr. 1999                                                                                                  | Ariane-42P H10-3                                                                                              | V117 | Insat 2E | Erfolg |
| 12. Aug. 1999                                                                                                 | Ariane-42P H10-3                                                                                              | V118 | Telkom 1 | Erfolg |
| 4. Sep. 1999                                                                                                  | Ariane-42P H10-3                                                                                              | V120 | Koreasat 3 | Erfolg |
| 25. Sep. 1999                                                                                                 | Ariane-44LP H10-3                                                                                             | V121 | Telstar 7 | Erfolg |
| 29. Okt. 1999                                                                                                 | Ariane-44LP H10-3                                                                                             | V122 | Orion 2 | Erfolg |
| 13. Nov. 1999                                                                                                 | Ariane-44LP H10-3                                                                                             | V123 | GE 4 | Erfolg |
| 3. Dez. 1999                                                                                                  | Ariane-40 H10-3                                                                                               | V124 | Helios 1B / Clémentine                                                                                        | Erfolg |
| 22. Dez. 1999                                                                                                 | Ariane-44L H10-3                                                                                              | V125 | Galaxy 11 | Erfolg |
| 2000 | | | | |
| 25. Jan. 2000                                                                                                 | Ariane-42L H10-3                                                                                              | V126 | Galaxy 10R | Erfolg |
| 18. Feb. 2000                                                                                                 | Ariane-44LP H10-3                                                                                             | V127 | Superbird 4                                                                                                   | Erfolg |
| 19. Apr. 2000                                                                                                 | Ariane-42L H10-3                                                                                              | V129 | Galaxy 4R | Erfolg |
| 17. Aug. 2000                                                                                                 | Ariane-44LP H10-3                                                                                             | V131 | Brasilsat B4 / Nilesat 102                                                                                    | Erfolg |
| 6. Sep. 2000                                                                                                  | Ariane-44P H10-3                                                                                              | V132 | Eutelsat W1                                                                                                   | Erfolg |
| 6. Okt. 2000                                                                                                  | Ariane-42L H10-3                                                                                              | V133 | Nsat 110 | Erfolg |
| 29. Okt. 2000                                                                                                 | Ariane-44LP H10-3                                                                                             | V134 | Europe*Star 1                                                                                                 | Erfolg |
| 21. Nov. 2000                                                                                                 | Ariane-44L H10-3                                                                                              | V136 | Telesat Anik F1                                                                                               | Erfolg |
| 2001 | | | | |
| 10. Jan. 2001                                                                                                 | Ariane-44P H10-3                                                                                              | V137 | Eurasiasat 1                                                                                                  | Erfolg |
| 7. Feb. 2001                                                                                                  | Ariane-44L H10-3                                                                                              | V139 | SICRAL 1 / Skynet 4F                                                                                          | Erfolg |
| 9. Juni 2001                                                                                                  | Ariane-44L H10-3                                                                                              | V141 | Intelsat 901                                                                                                  | Erfolg |
| 30. Aug. 2001                                                                                                 | Ariane-44L H10-3                                                                                              | V143 | Intelsat 902                                                                                                  | Erfolg |
| 25. Sep. 2001                                                                                                 | Ariane-44P H10-3                                                                                              | V144 | Atlantic Bird 2                                                                                               | Erfolg |
| 27. Nov. 2001                                                                                                 | Ariane-44LP H10-3                                                                                             | V146 | DirecTV 4S | Erfolg |
| 2002 | | | | |
| 23. Jan. 2002                                                                                                 | Ariane-42L H10-3                                                                                              | V147 | Insat 3C | Erfolg |
| 23. Feb. 2002                                                                                                 | Ariane-44L H10-3                                                                                              | V148 | Intelsat 904                                                                                                  | Erfolg |
| 29. März 2002                                                                                                 | Ariane-44L H10-3                                                                                              | V149 | JCSat 8 / Astra 3A                                                                                            | Erfolg |
| 16. Apr. 2002                                                                                                 | Ariane-44L H10-3                                                                                              | V150 | NSS 7 | Erfolg |
| 4. Mai 2002                                                                                                   | Ariane-42P H10-3                                                                                              | V151 | Spot 5 / IDEFIX CU1, IDEFIX CU2                                                                               | Erfolg |
| 5. Juni 2002                                                                                                  | Ariane-44L H10-3                                                                                              | V152 | Intelsat 905                                                                                                  | Erfolg |
| 6. Sep. 2002                                                                                                  | Ariane-44L H10-3                                                                                              | V154 | Intelsat 906                                                                                                  | Erfolg |
| 17. Dez. 2002                                                                                                 | Ariane-44L H10-3                                                                                              | V156 | NSS 6 | Erfolg |
| 2003 | | | | |
| 15. Feb. 2003                                                                                                 | Ariane-44L H10-3                                                                                              | V159 | Intelsat 907                                                                                                  | Erfolg |